# 上海耀雪冰雪世界
上海耀雪冰雪世界又名交通银行耀雪冰雪世界、耀雪冰雪世界，是位於中華人民共和國上海市自贸区临港新片区滴水湖畔的冰雪旅遊景點，总建筑面积约35万平方米，由上海陆家嘴（集团）有限公司和上海港城开发（集团）有限公司共同投資，上海建工承包建設，2024年9月6日正式运营。上海耀雪冰雪世界以阿尔卑斯山为设计主题。

## 內部景點
上海耀雪冰雪世界內含耀雪雪世界，耀雪雪世界包含室内真雪滑雪场和近20项娱雪项目，超9万平方米。滑雪场温度控制在-5℃。滑雪场內有4条雪道。滑雪場有16層樓高，垂直落差約60米。耀雪雪世界內還有中國首列室内小火车雪国列车。耀雪雪世界還有冰场。
上海耀雪冰雪世界另有上海耀雪水世界，有近20项嬉水项目，面積约2万平方米。其中就有39米的高空露天戏水乐园。
上海耀雪冰雪世界还配套3个星级度假酒店，其中一家酒店配有屋顶缆车，可将住客送至耀雪雪世界。另一家酒店，配有17间室内滑进滑出套房，住客从阳台就可以直接进入雪道。
上海耀雪冰雪世界还设有多功能会展中心以及冰雪主题商业小镇。

## 歷史
2024年7月26日，上海耀雪冰雪世界举首次开放部分内景。8月8日起，门票正式开售。9月6日正式营业。2025年5月31日，上海耀雪水世界开业。

## 相关问题
耀雪冰雪世界2024年8月非正式营业期间就已发生多起因新手操作不当导致的伤人事故，被调侃为“开在六院门口是有原因的”。对此场馆方面表示，该场馆雪道主要面向专业滑雪者设计，不适合没有滑雪经验的新手直接上场，后续将在场馆内开辟练习区域。